# Glycaspis
Glycaspis är ett släkte av insekter. Glycaspis ingår i familjen rundbladloppor.

## Dottertaxa tillGlycaspis, i alfabetisk ordning[1]
- Glycaspis aggregata
- Glycaspis amnicola
- Glycaspis amplificata
- Glycaspis amydra
- Glycaspis anomala
- Glycaspis anota
- Glycaspis atkinsoni
- Glycaspis aurosala
- Glycaspis australoraria
- Glycaspis baileyi
- Glycaspis belua
- Glycaspis blakei
- Glycaspis borneensis
- Glycaspis brimblecombei
- Glycaspis brunneincincta
- Glycaspis brunosa
- Glycaspis buxalis
- Glycaspis cameloides
- Glycaspis campbelli
- Glycaspis caurina
- Glycaspis cellula
- Glycaspis clivosa
- Glycaspis cnecosia
- Glycaspis collina
- Glycaspis commoni
- Glycaspis confinis
- Glycaspis conflecta
- Glycaspis conserta
- Glycaspis constricta
- Glycaspis convallaria
- Glycaspis cyanoreia
- Glycaspis cyrtoma
- Glycaspis cyta
- Glycaspis deirada
- Glycaspis dobsoni
- Glycaspis dreptodria
- Glycaspis dulcieana
- Glycaspis ecphymata
- Glycaspis egregia
- Glycaspis emphanes
- Glycaspis encystis
- Glycaspis endasa
- Glycaspis eremica
- Glycaspis eucalypti
- Glycaspis exsertae
- Glycaspis felicitaris
- Glycaspis flavilabris
- Glycaspis forcipata
- Glycaspis froggatti
- Glycaspis fuliginis
- Glycaspis fuscovena
- Glycaspis gradata
- Glycaspis granulata
- Glycaspis grapta
- Glycaspis hackeri
- Glycaspis hadlingtoni
- Glycaspis hirsuta
- Glycaspis icterica
- Glycaspis ignea
- Glycaspis immaceria
- Glycaspis imponens
- Glycaspis inclusa
- Glycaspis incomperta
- Glycaspis infucata
- Glycaspis inusitata
- Glycaspis johnsoni
- Glycaspis keremae
- Glycaspis kurrajongensis
- Glycaspis lactea
- Glycaspis lacustris
- Glycaspis locaridensis
- Glycaspis longaeva
- Glycaspis lucrosa
- Glycaspis mactans
- Glycaspis mannifera
- Glycaspis mellialata
- Glycaspis mesicola
- Glycaspis minuscula
- Glycaspis mirabilis
- Glycaspis monita
- Glycaspis montana
- Glycaspis morgani
- Glycaspis munita
- Glycaspis nancyana
- Glycaspis neureta
- Glycaspis nigrocincta
- Glycaspis notialis
- Glycaspis nundlensis
- Glycaspis obvelata
- Glycaspis occidentalis
- Glycaspis occulta
- Glycaspis onychis
- Glycaspis operta
- Glycaspis oraria
- Glycaspis orientalis
- Glycaspis particeps
- Glycaspis penangensis
- Glycaspis permista
- Glycaspis perthecata
- Glycaspis pervagata
- Glycaspis phreata
- Glycaspis pilata
- Glycaspis planaria
- Glycaspis planitecta
- Glycaspis polymelasma
- Glycaspis praescopula
- Glycaspis pratensis
- Glycaspis prepta
- Glycaspis propensa
- Glycaspis quornensis
- Glycaspis repentina
- Glycaspis retrusa
- Glycaspis riguensis
- Glycaspis rivalis
- Glycaspis rubritincta
- Glycaspis rupicolae
- Glycaspis rylstonensis
- Glycaspis salebrosa
- Glycaspis schwarzi
- Glycaspis seriata
- Glycaspis siliciflava
- Glycaspis struicis
- Glycaspis suavis
- Glycaspis subita
- Glycaspis sudicola
- Glycaspis surculina
- Glycaspis tagmata
- Glycaspis taylori
- Glycaspis temenicola
- Glycaspis wagaitjae
- Glycaspis wakelburae
- Glycaspis wallumaris
- Glycaspis wanbiensis
- Glycaspis vara
- Glycaspis vellerosa
- Glycaspis whitei
- Glycaspis violae
- Glycaspis wiradjurae
- Glycaspis wondjinae
- Glycaspis xanthopepla
- Glycaspis yilgarniensis